# 雙模火山活動

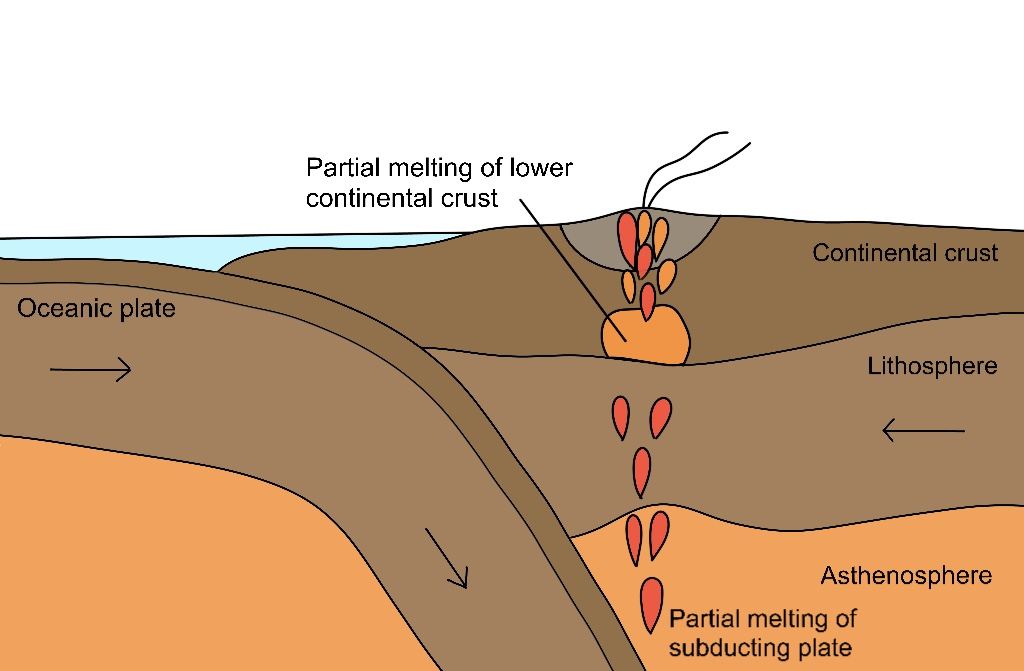
Mechanism

雙模火山活動（英語：Bimodal volcanism）
是指一種火山活動能從單一火山中心噴發出鎂鐵質和長英質熔岩，很少或沒有中間成分的熔岩。 這種類型的火山活動通常與伸展構造區域有關，特別是裂谷。

#### 產狀
大多數雙模火山活動與地殼變薄有關，而在變質岩石中，若有此類岩石也被用來證明過去裂谷存在的證據
。 在活躍的大陸裂谷地區有很多例子，如美國西部的盆地和山脈區。雙模式火山活動也被解釋為過渡區域產物，例如早期形成階段的弧後盆地以及大陸和海洋殼的熱點，例如黃石公園、阿納欣（Anahim）和加那利（Canary）群島的產物。 

#### 成因
雙模火山活動通常被解釋是因爲地殼部分熔融。當大量熱的玄武質岩漿從地幔源中上升時，能造成地殼部分熔融而產生花崗質岩漿。這兩種岩漿分別在獨立的岩漿室，導致週期性噴發這兩種類型的熔岩。